# Санта-Мария-ду-Эрвал
Санта-Мария-ду-Эрвал (порт. Santa Maria do Herval) — муниципалитет в Бразилии, входит в штат Риу-Гранди-ду-Сул. Составная часть мезорегиона Агломерация Порту-Алегри. Входит в экономико-статистический микрорегион Грамаду-Канела. Население составляет 6476 человек на 2006 год. Занимает площадь 139,224 км². Плотность населения — 46,5 чел./км².

## История
Город основан 12 мая 1988 года.

## Статистика
- Валовой внутренний продукт на 2003 составляет 77.248.108,00 реалов (данные: Бразильский институт географии и статистики).
- Валовой внутренний продукт на душу населения на 2003 составляет 12.443,32 реалов (данные: Бразильский институт географии и статистики).
- Индекс развития человеческого потенциала на 2000 составляет 0,806 (данные: Программа развития ООН).